# Sphecodes grahami
Sphecodes grahami är en biart som beskrevs av Cockerell 1922. Sphecodes grahami ingår i släktet blodbin, och familjen vägbin. Inga underarter finns listade i Catalogue of Life.